# Helinä Rautavaaras museum
Helinä Rautavaaras museum är ett finländskt etnografiskt museum i Esbo stad.
Helinä Rautavaaras museum är baserat på insamlade etnografiska artefakter av skribenten och äventyrskan Helinä Rautavaara och en överenskommelse mellan henne och Esbo stad från 1990-talet. Det ligger i WeeGee-huset i Hagalund, där det är samlokaliserat med flera andra museer i Esbo, och invigdes strax efter Helinä Rautavaaras död 1998. Det drivs av Helinä Rautavaaras etnografiska museums stiftelse.
Museet är ett etnografiskt museum för utomeuropeiska kulturer. Det har omkring 3.000 föremål, med tyngdpunkt i artefakter från Västafrika och Brasilien. 

## Bildgalleri

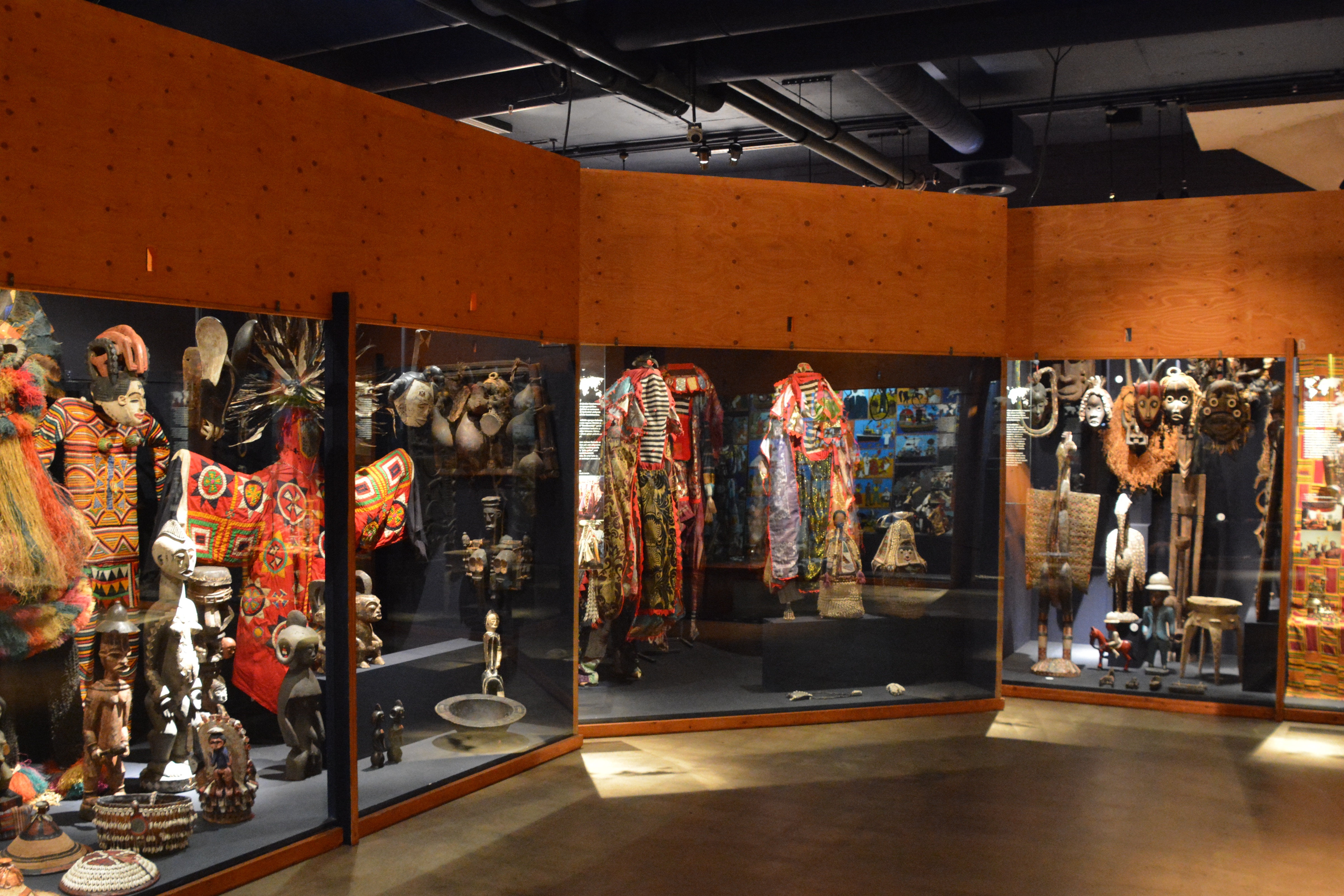
Montrar
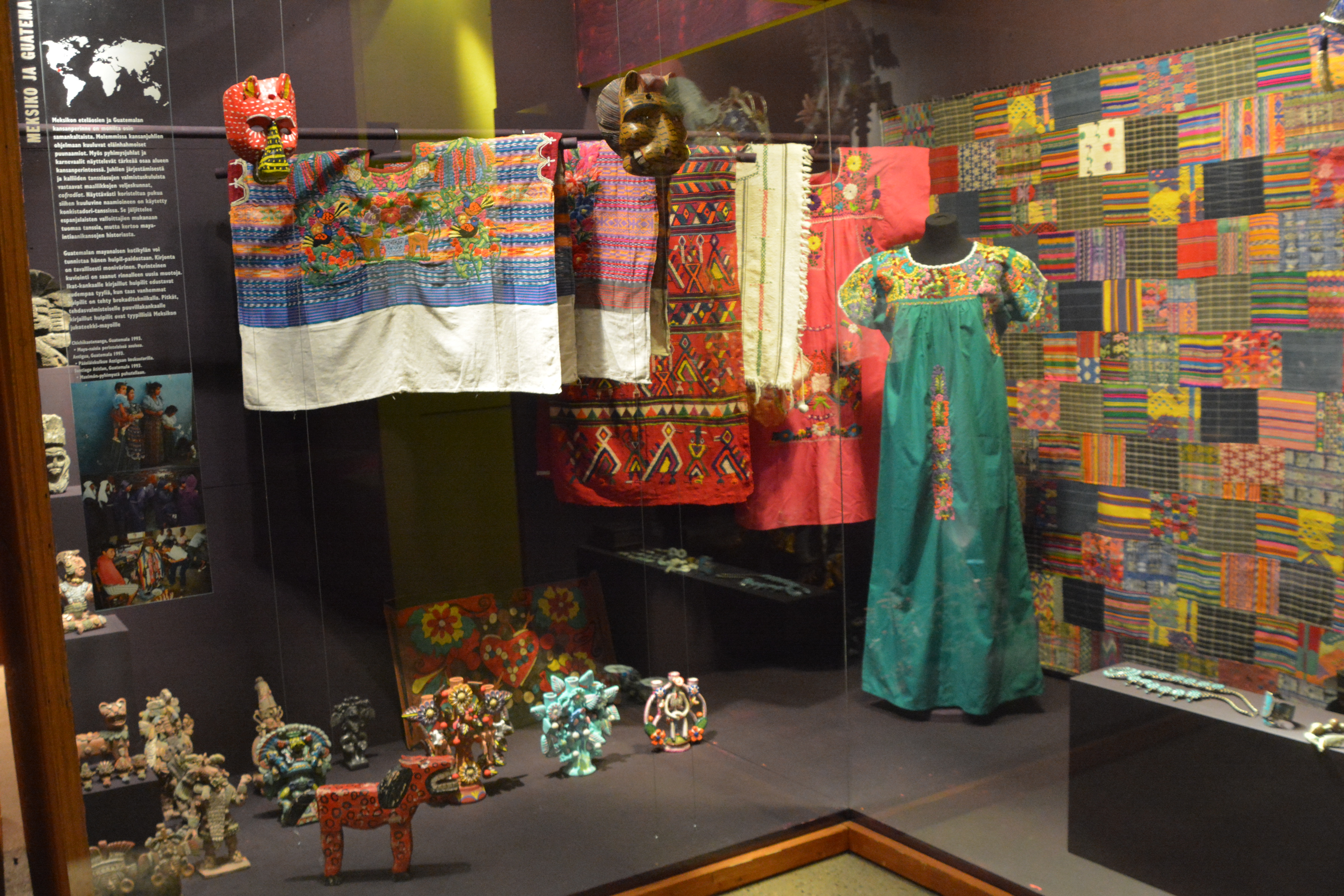
Montrar
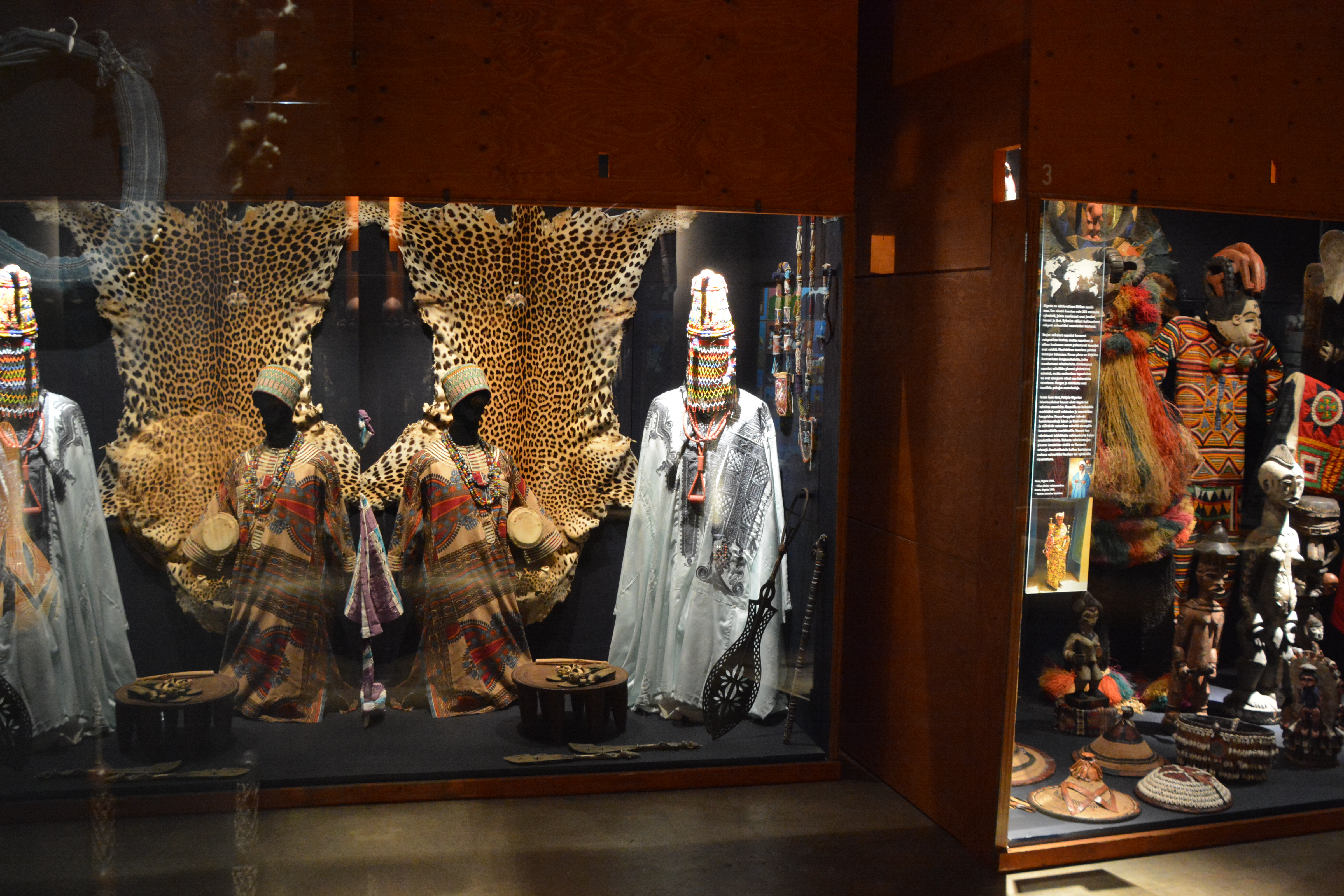
Monter, Egypten
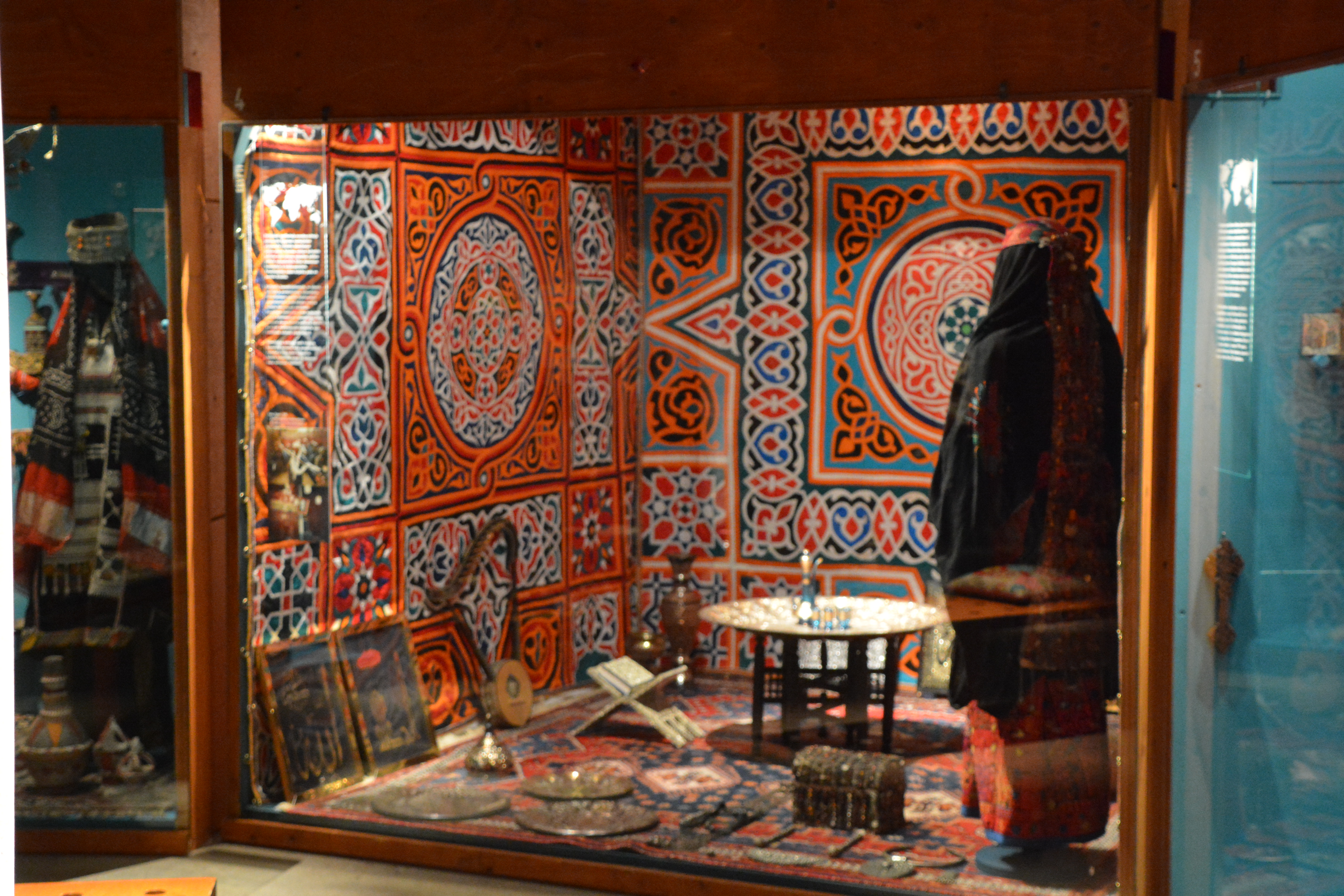
Monter, Guatemala